# Anastasios Yannoulatos
Anastasios Yannoulatos (în albaneză Anastas Janullatos, în greacă Αναστάσιος Γιαννουλάτος, n. 4 noiembrie 1929, Pireu, Grecia – d. 25 ianuarie 2025, Atena, Grecia) a fost arhiepiscopul ortodox al Tiranei, al Durrës-ului și al întregii Albanii și totodată întâistătătorul Bisericii Ortodoxe Autocefale din Albania.

## Biografie
Anastatios Yannoulatos a crescut în Grecia. Încă din perioada studenției a început să participe la activitatea de catehizare a tineretului Bisericii Ortodoxe din Grecia. În 1961 a ajuns prin intermediul activitații desfășurate să intre în contact și să lucreze pentru Consiliul Mondial al Bisericilor.
După împlinirea vârstei de 33 de ani a fost hirotonit preot și trimis misionar în Uganda unde a învățat limbile Galla și Swahili. A fost foarte dezamăgit când a trebuit să renunțe la această muncă după ce a contactat malaria. Din 1972 a activat ca profesor de istoria religiilor la Universitatea din Atena și în semn de recunoaștere pentru activitatea sa teologică, în special în domeniul misiologiei, a fost hirotonit episcop.
În 1981 după ce se refăcuse parțial pentru a putea călători din nou a fost trimis în Africa drept episcop titular al eparhiei din Africa de Est. Responsabilitatea lui cuprindea Kenya, Uganda și Tanzania iar misiunea lui principală a fost aceea de a încuraja formarea unei conduceri locale pentru Biserica Ortodoxă din regiunile amintite. După zece ani s-a reîntors la Universitatea din Atena, de unde a fost trimis, în iunie 1991, de către patriarhul ecumenic în Albania pentru a evalua starea în care se afla Biserica Ortodoxă din Albania după prăbușirea regimului dictatorial comunist condus de Enver Hoxha. Sarcina principală a constituit-o găsirea unui candidat adecvat pentru demnitatea de episcop. Din nefericire în Albania erau doar foarte puțini preoți care supraviețuiseră comunismului, iar aceștia erau prea bătrâni și cu o sănătate prea șubredă pentru a face față în mod adecvat activității episcopale.
Anastatios Yannoulatos a fost propus în același an pentru a fi arhiepiscop al întregii Albanii. A acceptat această responsabilitate după nenumărate ezitări deoarece își propusese ca în ultima parte a vieții să se ocupe, în cadrul unor proiecte științifice planificate a avea loc la Universitatea din Atena, de analizarea materialului documentar adunat în Africa. El a condiționat numirea de acceptanța pe care ar fi trebuit să o primească de la Sinodul Patriarhiei Ecumenice, de la Sinodul Bisericii Ortodoxe din Albania și de la poporul albanez. După ce a constatat că se întrunesc aceste condiții a acceptat numirea și a fost instalat la 4 iulie 1992 drept Întâistătător al Bisericii Ortodoxe din Albania.
Titlul său oficial a fost acela de Arhiepiscop al Tiranei și al întregii Albanii, însă a fost numit adesea Arhiepiscop al Tiranei și al tuturor ateilor, și a acceptat și această titulatură biserica lui fiind deschisă tuturor, indiferent de credința pe care aceștia o mărturisesc.
Arhiepiscopul Anastasios a fost activ și în cadrul mișcării ecumenice: a fost vicepreședintele Conferinței Bisericilor Europene. Din 1984 pană în 1991 a fost președintele Comisiei pentru Evanghelizare și Misiune Mondială din Consiliul Ecumenic al Bisericilor. Din 2006 a fost unul din președinții Consiliului Ecumenic al Bisericilor.
În iunie 2006 Albania a fost scuturată de o serie de scandaluri ale căror protagoniști au fost diverși clerici ai Bisericii Ortodoxe Albaneze, iar Arhiepiscopul Anastasios a fost supus presiunilor clasei politice: el a fost acuzat că nu își controlează suficient de bine preoții care ajunseseră să ceară bani pentru diversele servicii religioase efectuate sau, într-un caz mai special, depozitau oseminte deshumate fără autorizație. Forțele naționaliste albaneze au profitat de ocazie și au cerut demisia arhiepiscopului grec și înlocuirea lui cu unul albanez.

## Lucrări
- Facing the World: Orthodox Christian Essays on Global Concerns. Consul Oecumenique 2004. ISBN 2-8254-1386-0, ISBN 978-2-8254-1386-9

## Legături externe
- Materiale media legate de Anastasios Yannoulatos la Wikimedia Commons
- Official Site of the Albanian Orthodox Church (engleză)
- Luke Veronis: "A brief history of Archbischop Anastasios" (engleză)
- Jim Forest: A candle in front of the Savior: The voice of Archbishop Anastasios (engleză)
- Pachomius Library: Literatur von und über Anastasios Yannoulatos (engleză)
- Assembly elects new presidents, central committee Arhivat în 11 martie 2007, la Wayback Machine. (engleză)
- Anastasios Yannoulatos ca Președinte al Consiliului Mondial al Bisericilor Arhivat în 27 septembrie 2007, la Wayback Machine. (germană)